# Хафсиди
Хафсиди (арап. الحفصيون‎‎ ) је била муслиманска династија берберског порекла која је владала Ифрикијом (западна Либија, Тунис, источни Алжир) од 1229. до 1574. године.

## Историја
Династија Хафсида носила је име по Мухамеду бин Абу Хафсу из берберског племена Масмуда из Марока. Он је постављен за гувернера Ифрикије (данашњи Тунис) од стране Мухамед ал-Насира, калифа Алмохада (1198-1213). Бану Хафси су били моћна група у држави Алмохада. Њихов предак, Омар Абу Хафс ел Хентати био је члан "савета десеторице" и блиски пријатељ и пратилац Ибн Тумарта. Као гувернери алмохадских владара, Хафсиди су били суочени са сталном претњом племена Бану Ганија који су били потомци Алморавида. Хафсиди су служили Алмохаде до 1229. године када су прогласили независност. Први независни владар Хафсида био је Абу Захарија (1229-1249). Он је створио државну администрацију у Ифрикији (римска провинција Африка, данашњи Магреб, односно Тунис, источни Алжир и западна Либија). Град Тунис постао је престоница државе Хафсида. Многи муслимани, који су из Ал Андалуза побегли током реконкисте, беже у државу Хафсида. Абу Захарија је освојио краљевство Тлемкен (1242). Краљ Тлекмена постао је вазал Абу Захарије. Наследник Абу Захарије, Мухамед I ел Мустаншир, узео је титулу калифа. Током његове владавине вођен је Осми крсташки рат. Крсташи француског краља Луја IX Светог опсели су престонису Мухамеда, али су страдали од куге од које је умро и француски краљ.
У 14. веку држава Хафсида доживела је привремени пад. Између 1347. и 1357. године два пута је освојена од стране Маринидске династије из Марока. Хафсиди су успели да поврате независност. Епидемија куге довела је до пада броја становништва што је додатно ослабило државу. Хафсиди су трговали са хришћанском Европом. Међутим, порастао је и број пиратских напада на европске бродове, посебно током владавине Абд ел Азиза II (1394-1434). Хафсиди су 1429. године напали острво Малту и заробили 3000 робова, али нису успели освојити острво. Пиратерија је испровоцирала Арагон и Млетачку републику који неколико пута нападају туниске приморске градове. Под Утманом (1435-1488) Хафсиди су достигли свој врхунац. Развили су караванску трговину кроз Сахару и са Египтом као и поморску трговину са Венецијом и Арагоном. Бедуини су се осамосталили остављајући владарима Хафсида само територије у околини Туниса и Константина.
У 16. веку држава Хафсида била је мета хришћанске Шпаније и Османског царства. Османлије су подржавали и берберски корсари. Они 1534. године освајају Тунис након годину дана опсаде. Хафсиди су због претње Османлија били вазали Шпаније до 1535. године. Османлије су 1569. године освојиле Тунис и држале га четири године. Хуан од Аустрије осваја Тунис 1573. године. Османлије су га вратиле следеће године. Мухамед VI, последњи хафсидски калиф, доведен је у Цариград где је погубљен због сарадње са шпанским освајачима и титуле калифа коју је носио. Побочне гране династије Хафсида владале су канарским острвом Тенерифе као шпански вазали.

## Владари
- Абд ел-Вахид (1207–1216)
- Абд-Алах (1224–1229)
- Абу Захарија (1229–1249)
- Мухамед I ел Мустаншир (1249–1277)
- Јахја II ел Ватик (1277–1279)
- Ибрахим I (1279–1283)
- Абд ел Азиз I (1283)
- Ибн Аби Умара (1283–1284)
- Абу Хафс Умар I (1284–1295)
- Мухамед I (1295–1309)
- Абу Бакр I (1309)
- Аба ел Бака Калид ен Насир (1309–1311)
- Аба Јахја Захарија ел Лихјани (1311–1317)
- Мухамед II (1317–1318)
- Абу Бакр II (1318–1346)
- Абу Хафс Умар II (1346–1349)
- Ахмед I (1349)
- Ибрахим II (1350–1369)
- Абу ел Бака Калид (1369–1371)
- Ахмед II (1371–1394)
- Абд ел Азиз II (1394–1434)
- Мухамед III (1434–1436)
- Утман (1436–1488)
- Абу Захарија Јахја II (1488–1489)
- Абд ел Мумин (Хафсид) (1489–1490)
- Абу Јахја Захарија (1490–1494)
- Мухамед IV (1494–1526)
- Мухамед V (1526–1543)
- Ахмед III (1543–1569)
- Османско освајање (1569–1573)
- Мухамед VI (1573–1574)